# Pionýrské noviny
Pionýrské noviny az úttörők hetilapja volt Csehszlovákiában. A Csehszlovák Ifjúsági Szövetség kiadványaként 1951 és 1968 között jelent meg.

## Története
Első lapszáma 1951. szeptember 1-jén jelent meg, főszerkesztője Alois Poledňák volt. Megjelenésének első évében terjedelme négy oldal volt. Főszerkesztője 1962-től Josef Mašín lett. 1965-től hetente kétszer, azonban 1967 őszétől ismét hetente egy alkalommal adták ki. Utolsó lapszáma 1968. április 25-én jelent meg. Ezt követően Sedmička (magyarul hetes) lapcímmel adták ki.